# 信頼性ブロック図
信頼性ブロック図 (RBD:Reliability block diagram)は、複雑なシステムの成功または故障に貢献しているかの部品の信頼性を示す、ダイアグラムである。
RBDは、依存図（dependence diagram:DD）として知られている。

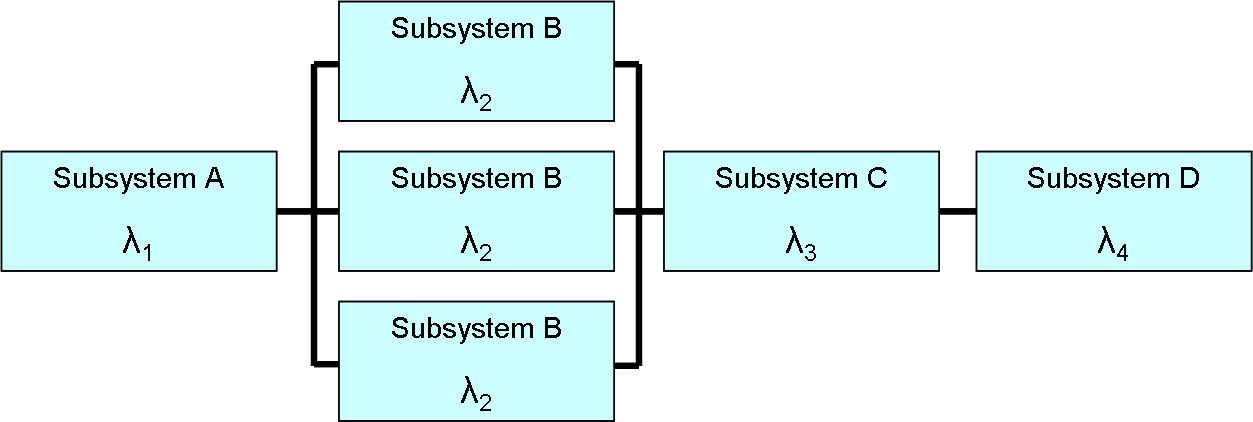
信頼性ブロック図

RBD又はDDは、並列または直列構成で接続された一連のブロックとして描かれる。
各ブロックは、故障率とシステムの構成要素を表す。
並列経路は冗長であり、並列ネットワークの障害が発生するためには、並列パスのすべてに障害が発生しなければならないことを意味している。
対照的に、直列経路は一か所の障害が全体の障害を引き起こす。

RBDは、ブロックの代わりにスイッチを使用して描画することができる。
ここで、閉じたスイッチは作業コンポーネントを表し、開いたスイッチは障害が発生したコンポーネントを表す。
パスの最初から最後までスイッチのネットワークを介して経路がある場合は、システムは動作する。
RBDは「ANDゲート」とパラレルパスおよび「ORゲート」と直列パスを交換することにより、「success tree」に変換できる。
「success tree」は「ド・モルガンの法則」を適用することで、「fault tree」に変換できる。